# Liste der Pfarren im Dekanat Frankenmarkt
Das Dekanat Frankenmarkt ist ein Dekanat der römisch-katholischen Diözese Linz.

## Pfarren mit Kirchengebäuden und Kapellen
| Ort                       | Pfarrverband            | Patrozinium                                               | Kirchengebäude und Kapellen | Bild                      |
| Fornach                   | Vöcklamarkt             | Hl. Leopold                                               | Pfarrkirche Fornach | Pfarrkirche Fornach       |
| Frankenburg               | Vöcklamarkt             | Schmerzhafte Mutter Gottes, Hll. Anna, Joachim und Martin | Pfarrkirche Frankenburg am Hausruck Hauskapelle der Franziskanerinnen, Friedhofskapelle                                                    | Pfarrkirche Frankenburg   |
| Frankenmarkt              | St. Georgen im Attergau | Hl. Nikolaus                                              | Pfarrkirche Frankenmarkt Filialkirche Auleiten                                                                                             | Pfarrkirche Frankenmarkt  |
| Mondsee                   | Mondsee                 | Hl, Michael                                               | Basilika Mondsee Filialkirche Innerschwand am Mondsee, Filialkirche St. Lorenz, Filialkirche Maria Hilf, Hauskapelle der Franziskanerinnen | Basilika Mondsee          |
| Neukirchen an der Vöckla  | Vöcklamarkt             | Hl. Leonhard                                              | Pfarrkirche Neukirchen an der Vöckla | Pfarrkirche Neukirchen    |
| Oberhofen                 | Mondsee                 | Hl. 14 Nothelfer                                          | Pfarrkirche Oberhofen am Irrsee | Pfarrkirche Oberhofen     |
| Oberwang                  | Mondsee                 | Hll. Martin, Kilian und Mutter Gottes                     | Pfarrkirche Oberwang Filialkirche St. Konrad, Kapelle in Oberaschau                                                                        | Pfarrkirche Oberwang      |
| Pöndorf                   | St. Georgen im Attergau | Hl. Maximilian                                            | Pfarrkirche Pöndorf | Pfarrkirche Pöndorf       |
| St. Georgen im Attergau   | St. Georgen im Attergau | Hl. Georg                                                 | Pfarrkirche St. Georgen im Attergau Filialkirche Berg, Kapelle am Kronberg                                                                 | Pfarrkirche Sankt Georgen |
| Vöcklamarkt               | Vöcklamarkt             | Hll. Laurentius, Hl. Margarita und Mariä Himmelfahrt      | Pfarrkirche Vöcklamarkt Filialkirche Mösendorf, Pfarrhofkapelle                                                                            | Pfarrkirche Vöcklamarkt   |
| Weißenkirchen im Attergau | St. Georgen im Attergau | Hl. Margarita                                             | Pfarrkirche Weißenkirchen im Attergau | Pfarrkirche Weißenkirchen |
| Zell am Moos              | Mondsee                 | Mariä Himmelfahrt                                         | Pfarrkirche Zell am Moos | Pfarrkirche Zell am Moos  |
| Zipf                      | Vöcklamarkt             | Hl. Josef                                                 | Pfarrkirche Zipf | Pfarrkirche Zipf          |

## Dekanat Frankenmarkt
Das Dekanat umfasst 13 Pfarren. Am 20. Jänner 2023 wurde eine Zukunftsklausur zur Zusammenlegung der Pfarren mit Pfarrteilgemeinden in eine Gesamtpfarre durchgeführt. Der geplante Beginn der Pfarrstrukturreform zum 1. Jänner 2024 wurde aufgrund von Einsprüchen abgesagt.
Dechanten
- ?–? Josef Lindinger (1825–1887), Pfarrer in Vöcklamarkt
- 1998–2013 Alois Maier
- 2013–2018 Johann Greinegger
- seit 2018 Wolfgang Schnölzer